# Soveria Mannelli

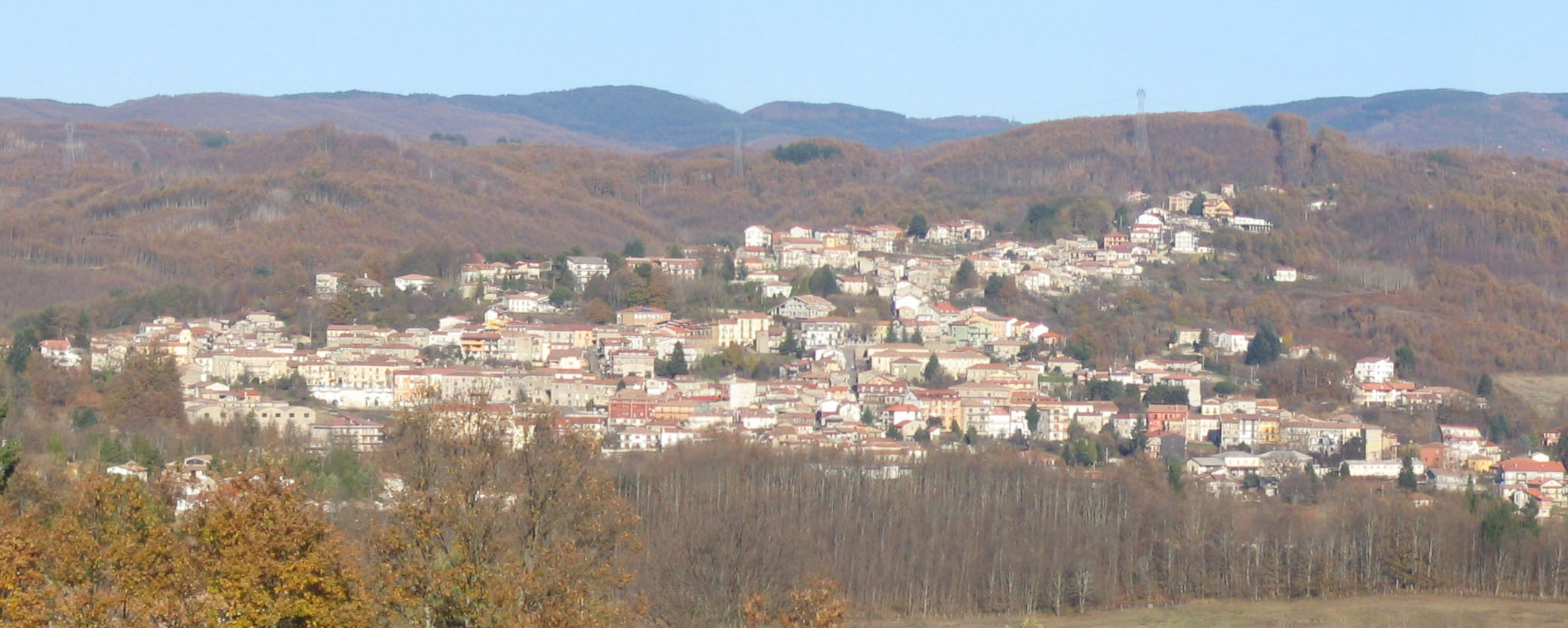
Panorama

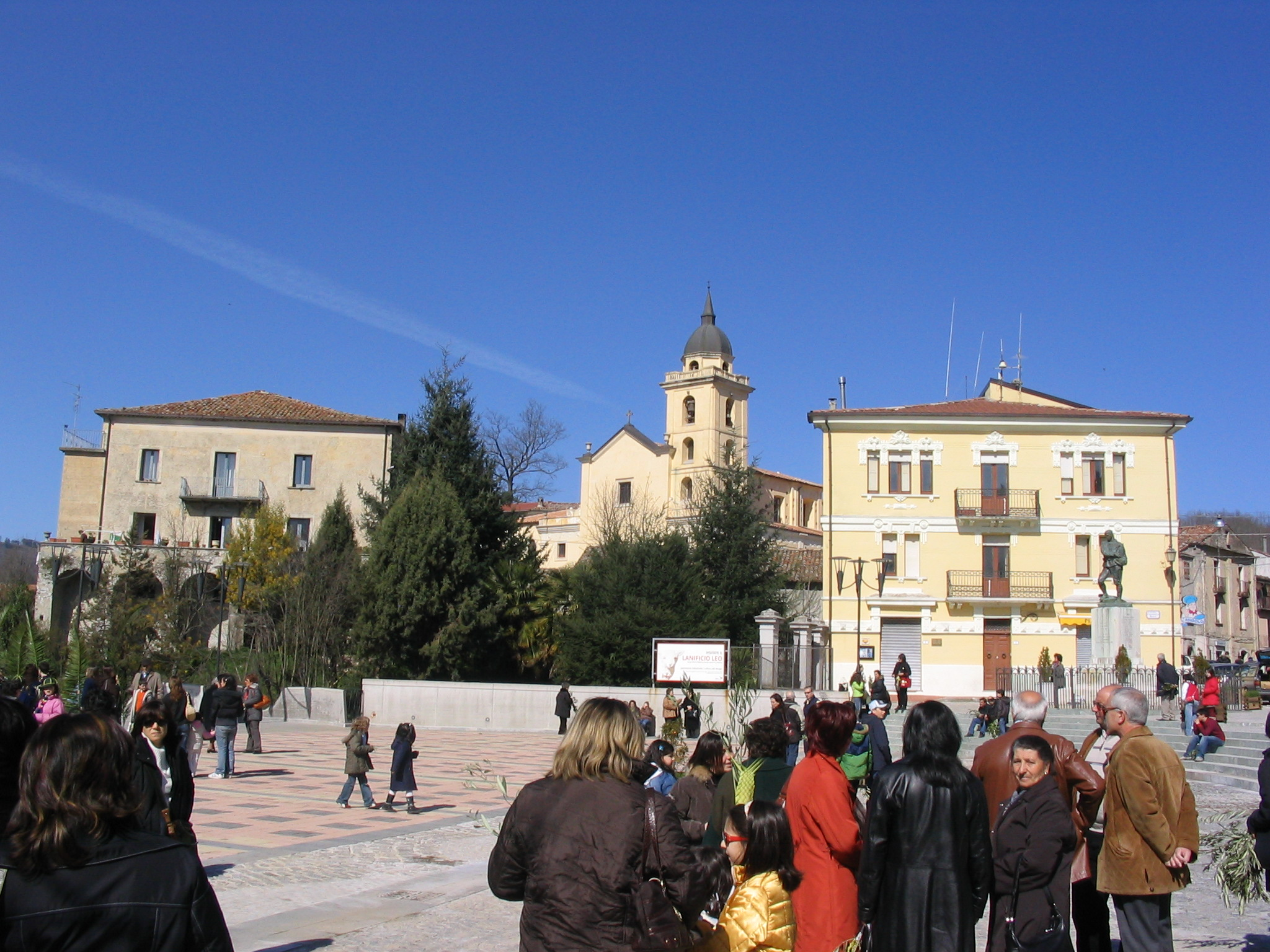
Piazza Bonini

Soveria Mannelli ist eine italienische Gemeinde mit 2784 Einwohnern (Stand 31. Dezember 2023) in der Provinz Catanzaro, Region Kalabrien.
Das Gebiet der Gemeinde liegt auf einer Höhe von 774 m über dem Meeresspiegel und umfasst eine Fläche von 20 km². Die Nachbargemeinden sind Bianchi (CS), Carlopoli (CS), Colosimi, Decollatura, Gimigliano und Pedivigliano (CS). Die Ortsteile sind Colla, Pirillo und San Tommaso. Soveria Mannelli liegt 46 km südöstlich von Catanzaro und hat einen Bahnhof an der Bahnstrecke Cosenza–Catanzaro.
Die offizielle Gründung der Gemeinde fand am 19. Januar 1807 statt.